# Leonhard Diefenbach
Pour les articles homonymes, voir Dieffenbach.
Leonhard Diefenbach (1814-1875) est un peintre allemand.

## Biographie
Leonhard Diefenbach nait à Hadamar, dans le Duché de Nassau, le 10 septembre 1814. Il décède 13 août 1875, à Lenggries, dans le royaume de Bavière.

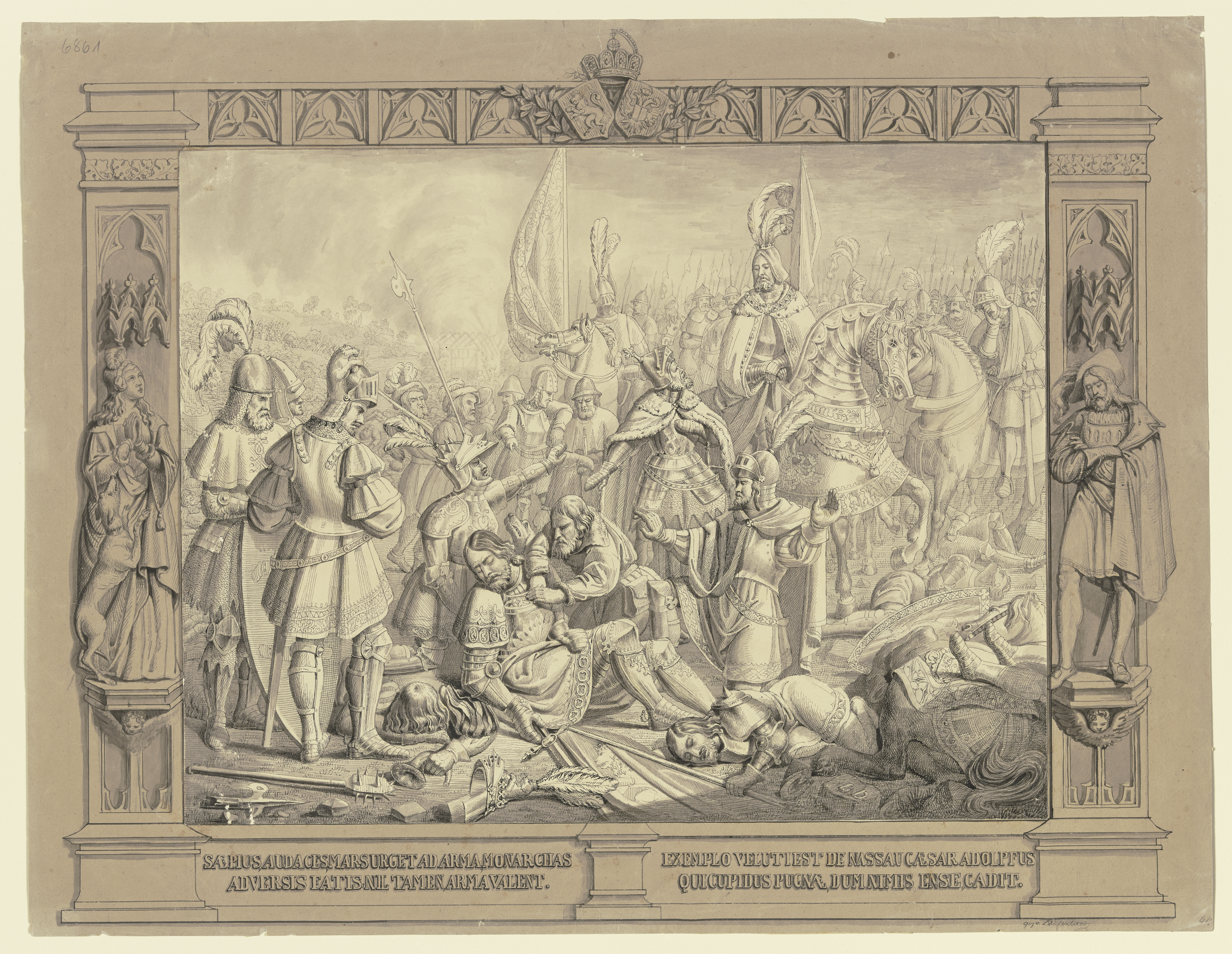
Tod des Kaisers Adolf von Nassau in der Schlacht bei Gellheim im Jahre 1298, Musée Städel

Peintre et professeur de dessin au lycée d'Hadamar, il est le père du peintre Karl Wilhelm Diefenbach.

## Publication

### En tant qu'auteur
- Das ganze Einmaleins, in lustigen Reimen und Bildern, Karl Thienemann's Verlag, 1860[3]
- Lustiges Guckkastenbilderbuch für die lieben Kleinen, Alfred Oehmigke’s Verlag, 1873[4]
- Jugendkalender oder die zwölf Monate des Jahres. 3. Auflage, Karl Thienemann’s Verlag, 1883[5]

- Die zwölf Monate des Jahres ein Jugendkalender in Wort und Bild, Karl Thienemann's Verlag, 1887
- Geometrische ornmentik: eine sammlung von ornamenten mit geometrischer grundlage, welche sich mit lineal and zirtel, ohne freies handzeichnen, herstellen lassen, Carl Flemming, 1889[3]

Traduction: Motifs ornementaux, Tracés géométriques, Éditions H.VIAL, 2003

### En tant qu'illustrateur
- Carl von Prenzlau, Prinz Karneval der Jüngere, Verlag Carl Düms, 1873[6]